# Krugerville (Texas)
Krugerville város az USA Texas államában, Denton megyében. Lakosainak száma 1766 fő (2020. április 1.).

## Népesség
A település népességének változása:

| 2010 | 1 662 |
| 2020 | 1 766 |